# Korbinian Brodmann
Korbinian Brodmann (Liggersdorf, 17 novembre 1868 – Monaco di Baviera, 22 agosto 1918) è stato un neurologo tedesco, che divenne famoso per la sua suddivisione della corteccia cerebrale in 52 regioni, distinte per caratteristiche di citoarchitettura.

Tuttora ci si riferisce alla sua topografia negli studi anatomi funzionali, con l'acronimo BA ("Brodman's area", o "area di Broadman").

## Biografia
Brodmann studiò medicina a Monaco, Würzburg, Berlino e Friburgo, dove ricevette la laurea in medicina nel 1895. In seguito studiò alla "Medical School" all'Università di Losanna, in Svizzera, poi alla clinica universitaria di Monaco. Assunse il grado di dottore in medicina dall'Università di Lipsia nel 1898 con una tesi sulla descrizione della sclerosi ependimale. Lavorò nella clinica universitaria dell'Università di Jena con Ludwig Binswanger e nel "Municipal Mental Asylum" di Francoforte, dal 1900 al 1901. Qui conobbe Alois Alzheimer, che influenzò la sua decisione di proseguire gli studi nella ricerca di base sulle neuroscienze.
Fu così che Brodmann iniziò a lavorare, nel 1901, con Cécile ed Oskar Vogt, all'istituto "Neurobiologischen Zentralstation" di Berlino e nel 1902 al Laboratorio neurobiologico dell'Università di Berlino. Nel 1915 entrò a far parte dell'Istituto Kaiser Wilhelm (istituto di ricerca neurologica).

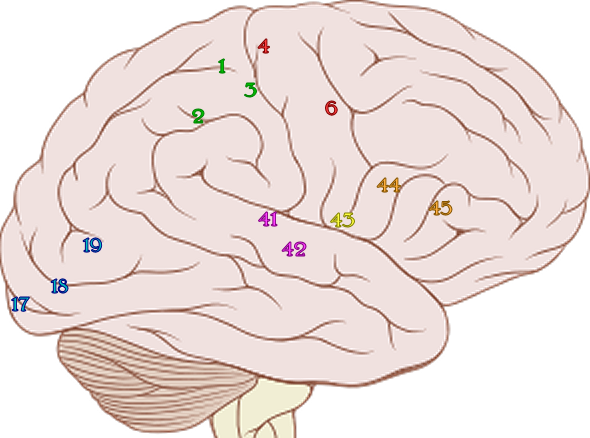
Le principali aree di Brodmann sulla faccia laterale del telencefalo.

Nel 1909 pubblicò la sua ricerca originale sulla citoarchitettura corticale in "Vergleichende Lokalisationslehre der Großhirnrinde in ihren Prinzipien dargestellt auf Grund des Zellenbaues" (Comparative Localization Studies in the Brain Cortex, its Fundamentals Represented on the Basis of its Cellular Architecture).
Negli anni seguenti lavorò all'Università di Tubinga, dove fu nominato professore nel 1913 e in cui svolse la funzione di medico e presidente dal 1910 al 1916 presso il laboratorio di anatomia della clinica psichiatrica universitaria della stessa città. Nel 1916 si spostò a Halle per lavorare nell'ospedale di Nietleben. Infine, nel 1918 accettò l'invito dell'Università Ludwig Maximilian di Monaco per dirigere il gruppo di istologia al Centro di ricerca psichiatrica.
Morì a Monaco, per un'infezione settica generalizzata a seguito di una polmonite appena sotto i 50 anni il 22 agosto del 1918.

## Influenza
Negli anni successivi al suo lavoro, alcune di queste aree hanno assunto importanza per la possibile localizzazione (o polarizzazione) di alcune funzioni mentali; ad esempio le aree di Brodmann 41 e 42 del lobo temporale (legate ad alcune funzioni uditive), la aree 1,2 e 3,nel giro postcentrale del lobo parietale (sistema somatosensoriale), le aree 17 e 18 del lobo occipitale (deputate ad alcune funzioni del sistema visivo).

### Libri
- Korbinian Brodmann, Vergleichende Lokalisationslehre der Grosshirnrinde in ihren Prinzipien dargestellt auf Grund des Zellenbaues, Johann Ambrosius Barth Verlag, Lipsia, 1909.
- Korbinian Brodmann, Brodmann's 'Localisation in the Cerebral Cortex', Smith-Gordon, London, UK, 1909/1994. ISBN 1-85463-028-8. English translation by Laurence Garey of the German book.

### Articoli
- Korbinian Brodmann, Beiträge zur histologischen Lokalisation der Grosshirnrinde: dritte Mitteilung: Die Rindenfelder der niederen Affen, in Journal für Psychologie und Neurologie, vol. 4, 1905,  pp. 177-226.
- Korbinian Brodmann, Neue Ergebnisse über die vergleichende histologische Localisation der Grosshirnrinde mit besonderer Berücksichtigung des Stirnhirns, in Anatomischer Anzeiger, Supplement 41, 1912,  pp. 157-216.